# Vlad Moldoveanu
Vlad Sorin Moldoveanu (Bucarest, 11 febbraio 1988) è un cestista rumeno.
È il figlio di Carmen Tocală.

## Carriera
Ha militato nella Pallacanestro Treviso e fa parte della nazionale di pallacanestro della Romania.

## Palmarès
- Campionato estone: 1

Kalev/Cramo: 2013-14
- Campionato polacco: 1

Zielona Góra: 2015-16
- Campionato rumeno: 1

U Cluj: 2016-17
- Coppa di Romania: 3

U Cluj: 2017
CSO Voluntari: 2021, 2022
- Supercoppa polacca: 2

Turów Zgorzelec: 2014
Zielona Góra: 2015